# HIAG
HIAG (en alemán: Hilfsgemeinschaft auf Gegenseitigkeit der Angehörigen der ehemaligen Waffen-SS, literalmente "Asociación de Ayuda Mutua de ex miembros de las Waffen-SS") fue una organización fundada en 1951 por exmiembros de las Waffen-SS.
El objetivo principal de la organización era proveer asistencia a los veteranos y hacer campaña para la rehabilitación de su estatus legal respecto a sus pensiones. A diferencia de los soldados regulares de la Wehrmacht, se han negado las pensiones a los miembros de las Waffen-SS como consecuencia de haberse declarado criminal esa organización después de la Segunda Guerra Mundial.
En la década de 1960, alrededor de 70 000 de los aproximadamente 250 000 exmiembros de las Waffen-SS que vivían en la República Federal Alemana eran miembros de HIAG. Durante la década de 1980, el antagonismo político al interior de la organización creció y fue finalmente desmantelada en 1992.